# Metaeuchromius latoides
Metaeuchromius latoides là một loài bướm đêm trong họ Crambidae.